# Saint-Avit (Charente)
Saint-Avit è un comune francese di 219 abitanti situato nel dipartimento della Charente, nella regione della Nuova Aquitania.

## Società

### Evoluzione demografica
Abitanti censiti